# Tiokamp för herrar vid olympiska sommarspelen 2004
 Tiokamp, herrar  vid Olympiska sommarspelen 2004 genomfördes vid Atens olympiska stadion den 23 och 24 augusti.

## Medaljörer
| Event   | Guld                  | Guld      | Silver         | Silver | Brons                    | Brons |
| Tiokamp | Roman Šebrle Tjeckien | 8893 (OR) | Bryan Clay USA | 8820   | Dmitrij Karpov Kazakstan | 8725  |

## Resultat
DNS startade inte.

DNF kom inte i mål.

OR markerar olympiskt rekord.

NR markerar nationsrekord.

PB markerar personligt rekord.

SB markerar bästa resultat under säsongen.

NM markerar ej resultat

DSQ markerar diskvalificerad eller utesluten.

### 100 m
23 augusti

#### Heat 1
| Placering | Idrottare                 | Tid     | Poäng | Noteringar |
| --------- | ------------------------- | ------- | ----- | ---------- |
| 1         | Maurice Smith (JAM)       | 10.85 s | 894   | PB         |
| 2         | Roland Schwarzl (AUT)     | 10.98 s | 865   | PB         |
| 3         | Eugène Martineau (NED)    | 10.99 s | 863   | PB         |
| 4         | Jón Arnar Magnússon (ISL) | 11.05 s | 850   | SB         |
| 5         | Indrek Turi (EST)         | 11.08 s | 843   |            |
| 6         | Hans Olav Uldal (NOR)     | 11.23 s | 810   |            |
| 7         | Paolo Casarsa (ITA)       | 11.36 s | 782   |            |
| 8         | Tomáš Dvořák (CZE)        | 11.53 s | 746   |            |

#### Heat 2
| Placering | Idrottare                   | Tid     | Poäng | Noteringar |
| --------- | --------------------------- | ------- | ----- | ---------- |
| 1         | Jaakko Ojaniemi (FIN)       | 10.68 s | 933   |            |
| 2         | Ahmad Hassan Moussa (QAT)   | 10.79 s | 908   |            |
| 3         | Prodromos Korkizoglou (GRE) | 10.86 s | 892   |            |
| 4         | Dean Macey (GBR)            | 10.89 s | 885   |            |
| 5         | David Gómez (ESP)           | 11.08 s | 843   |            |
| 6         | Romain Barras (FRA)         | 11.14 s | 830   |            |
| 7         | Pavel Andrejev (UZB)        | 11.29 s | 797   |            |

#### Heat 3
| Placering | Idrottare               | Tid     | Poäng | Noteringar |
| --------- | ----------------------- | ------- | ----- | ---------- |
| 1         | Bryan Clay (USA)        | 10.44 s | 989   |            |
| 2         | Dmitrij Karpov (KAZ)    | 10.50 s | 975   |            |
| 3         | Nikolaj Averjanov (RUS) | 10.55 s | 963   |            |
| 4         | Chiel Warners (NED)     | 10.62 s | 947   |            |
| 5         | Kristjan Rahnu (EST)    | 10.77 s | 912   |            |
| 6         | Erki Nool (EST)         | 10.80 s | 906   |            |
| 7         | Tom Pappas (USA)        | 10.80 s | 906   |            |
| 8         | Vitalij Smirnov (UZB)   | 10.89 s | 885   |            |

#### Heat 4
| Placering | Idrottare                   | Tid     | Poäng | Noteringar |
| --------- | --------------------------- | ------- | ----- | ---------- |
| 1         | Florian Schönbeck (GER)     | 10.90 s | 883   |            |
| 2         | Attila Zsivoczky (HUN)      | 10.91 s | 881   |            |
| 3         | Aleksandr Pogorelov (RUS)   | 10.95 s | 872   |            |
| 4         | Laurent Tristan (FRA)       | 10.97 s | 867   |            |
| 5         | Santiago Lorenzo (ARG)      | 11.10 s | 838   |            |
| 6         | Aleksandr Parchomenko (BLR) | 11.14 s | 830   |            |
| 7         | Victor Covalenko (MDA)      | 11.28 s | 799   |            |
| 8         | Jānis Karlivāns (LAT)       | 11.33 s | 789   |            |

#### Heat 5
| Placering | Idrottare             | Tid     | Poäng | Noteringar |
| --------- | --------------------- | ------- | ----- | ---------- |
| 1         | Claston Bernard (JAM) | 10.69 s | 931   | PB         |
| 2         | Roman Šebrle (CZE)    | 10.85 s | 894   | SB         |
| 3         | Stefan Drews (GER)    | 10.87 s | 890   | SB         |
| 4         | Paul Terek (USA)      | 10.92 s | 878   | SB         |
| 5         | Luiggy Llanos (PUR)   | 10.94 s | 874   | SB         |
| 6         | Lev Lobodin (RUS)     | 11.05 s | 850   |            |
| 7         | Dennis Leyckes (GER)  | 11.05 s | 850   |            |
| 8         | Qi Haifeng (CHN)      | 11.06 s | 847   | PB         |

#### Poängställning efter första grenen
| Placering | Idrottare                   | Poäng |
| --------- | --------------------------- | ----- |
| 1         | Bryan Clay (USA)            | 989   |
| 2         | Dmitrij Karpov (KAZ)        | 975   |
| 3         | Nikolaj Averjanov (RUS)     | 963   |
| 4         | Chiel Warners (NED)         | 947   |
| 5         | Jaakko Ojaniemi (FIN)       | 933   |
| 6         | Claston Bernard (JAM)       | 931   |
| 7         | Kristjan Rahnu (EST)        | 912   |
| 8         | Ahmad Hassan Moussa (QAT)   | 908   |
| 9         | Erki Nool (EST)             | 906   |
| 10        | Tom Pappas (USA)            | 906   |
| 11        | Maurice Smith (JAM)         | 894   |
| 12        | Roman Šebrle (CZE)          | 894   |
| 13        | Prodromos Korkizoglou (GRE) | 892   |
| 14        | Stefan Drews (GER)          | 890   |
| 15        | Dean Macey (GBR)            | 885   |
| 16        | Vitalij Smirnov (UZB)       | 885   |
| 17        | Florian Schoenbeck (GER)    | 883   |
| 18        | Attila Zsivoczky (HUN)      | 881   |
| 19        | Paul Terek (USA)            | 878   |
| 20        | Luiggy Llanos (PUR)         | 874   |
| 21        | Aleksandr Pogorelov (RUS)   | 872   |
| 22        | Laurent Tristan (FRA)       | 867   |
| 23        | Roland Schwarzl (AUT)       | 865   |
| 24        | Eugene Martineau (NED)      | 863   |
| 25        | Jón Arnar Magnússon (ISL)   | 850   |
| 26        | Lev Lobodin (RUS)           | 850   |
| 27        | Dennis Leyckes (GER)        | 850   |
| 28        | Qi Haifeng (CHN)            | 847   |
| 29        | Indrek Turi (EST)           | 843   |
| 30        | David Gomez (ESP)           | 843   |
| 31        | Santiago Lorenzo (ARG)      | 838   |
| 32        | Romain Barras (FRA)         | 830   |
| 33        | Aleksandr Parchomenko (BLR) | 830   |
| 34        | Hans Olav Uldal (NOR)       | 810   |
| 35        | Victor Covalenko (MDA)      | 799   |
| 36        | Pavel Andrejev (UZB)        | 797   |
| 37        | Janis Karlivans (LAT)       | 789   |
| 38        | Paolo Casarsa (ITA)         | 782   |
| 39        | Tomáš Dvořák (CZE)          | 746   |

### Längdhopp

#### Heat 1
| Placering | Idrottare                   | Längd  | Poäng | Noteringar |
| --------- | --------------------------- | ------ | ----- | ---------- |
| 1         | Bryan Clay (USA)            | 7.96 m | 1050  | PB         |
| 2         | Chiel Warners (NED)         | 7.74 m | 995   |            |
| 3         | Roland Schwarzl (AUT)       | 7.49 m | 932   |            |
| 4         | Tom Pappas (USA)            | 7.38 m | 905   |            |
| 5         | Haifeng Qi (CHN)            | 7.34 m | 896   |            |
| 6         | Florian Schoenbeck (GER)    | 7.30 m | 886   | SB         |
| 7         | David Gomez (ESP)           | 7.26 m | 876   |            |
| 8         | Victor Covalenko (MDA)      | 7.20 m | 862   |            |
| 9         | Attila Zsivoczky (HUN)      | 7.14 m | 847   | SB         |
| 10        | Vitalij Smirnov (UZB)       | 7.07 m | 830   |            |
| 11        | Prodromos Korkizoglou (GRE) | 7.07 m | 830   |            |
| 12        | Dennis Leyckes (GER)        | 7.05 m | 826   |            |
| 13        | Ahmad Hassan Moussa (QAT)   | 7.04 m | 823   |            |
| 14        | Paul Terek (USA)            | 6.94 m | 799   |            |
| 15        | Santiago Lorenzo (ARG)      | 7.03 m | 821   |            |
| 16        | Indrek Turi (EST)           | 6.91 m | 792   |            |
| 17        | Paolo Casarsa (ITA)         | 6.68 m | 739   |            |
| 18        | Aleksandr Parchomenko (BLR) | 6.61 m | 723   |            |
| 19        | Kristjan Rahnu (EST)        |        |       | NM         |
| 20        | Pavel Andrejev (UZB)        |        |       | NM         |

#### Heat 2
| Placering | Idrottare                 | Längd  | Poäng | Noteringar |
| --------- | ------------------------- | ------ | ----- | ---------- |
| 1         | Roman Šebrle (CZE)        | 7.84 m | 1020  |            |
| 2         | Dmitrij Karpov (KAZ)      | 7.81 m | 1012  | SB         |
| 3         | Erki Nool (EST)           | 7.53 m | 942   |            |
| 4         | Jaakko Ojaniemi (FIN)     | 7.50 m | 935   |            |
| 5         | Claston Bernard (JAM)     | 7.48 m | 930   | PB         |
| 6         | Dean Macey (GBR)          | 7.47 m | 927   | SB         |
| 7         | Luiggy Llanos (PUR)       | 7.43 m | 918   |            |
| 8         | Stefan Drews (GER)        | 7.38 m | 905   | PB         |
| 9         | Nikolaj Averjanov (RUS)   | 7.34 m | 896   |            |
| 10        | Aleksandr Pogorelov (RUS) | 7.31 m | 888   |            |
| 11        | Janis Karlivans (LAT)     | 7.26 m | 876   |            |
| 12        | Laurent Tristan (FRA)     | 7.19 m | 859   |            |
| 13        | Jón Arnar Magnússon (ISL) | 7.12 m | 842   |            |
| 14        | Romain Barras (FRA)       | 6.99 m | 811   | SB         |
| 15        | Hans Olav Uldal (NOR)     | 6.99 m | 811   |            |
| 16        | Lev Lobodin (RUS)         | 6.86 m | 781   |            |
| 17        | Eugene Martineau (NED)    | 6.84 m | 776   |            |
| 18        | Maurice Smith (JAM)       | 6.81 m | 769   |            |
| 19        | Tomáš Dvořák (CZE)        |        |       | DNS        |

#### Poängställning efter andra grenen
| Placering | Idrottare                   | Poäng |
| --------- | --------------------------- | ----- |
| 1         | Bryan Clay (USA)            | 2039  |
| 2         | Dmitrij Karpov (KAZ)        | 1987  |
| 3         | Chiel Warners (NED)         | 1942  |
| 4         | Roman Šebrle (CZE)          | 1914  |
| 5         | Jaakko Ojaniemi (FIN)       | 1868  |
| 6         | Claston Bernard (JAM)       | 1861  |
| 7         | Nikolaj Averjanov (RUS)     | 1859  |
| 8         | Erki Nool (EST)             | 1848  |
| 9         | Dean Macey (GBR)            | 1812  |
| 10        | Tom Pappas (USA)            | 1811  |
| 11        | Roland Schwarzl (AUT)       | 1797  |
| 12        | Stefan Drews (GER)          | 1795  |
| 13        | Luiggy Llanos (PUR)         | 1792  |
| 14        | Florian Schoenbeck (GER)    | 1769  |
| 15        | Aleksandr Pogorelov (RUS)   | 1760  |
| 16        | Haifeng Qi (CHN)            | 1743  |
| 17        | Ahmad Hassan Moussa (QAT)   | 1731  |
| 18        | Attila Zsivoczky (HUN)      | 1728  |
| 19        | Laurent Tristan (FRA)       | 1726  |
| 20        | Prodromos Korkizoglou (GRE) | 1722  |
| 21        | David Gomez (ESP)           | 1719  |
| 22        | Vitalij Smirnov (UZB)       | 1715  |
| 23        | Jón Arnar Magnússon (ISL)   | 1692  |
| 24        | Paul Terek (USA)            | 1677  |
| 25        | Dennis Leyckes (GER)        | 1676  |
| 26        | Janis Karlivans (LAT)       | 1665  |
| 27        | Maurice Smith (JAM)         | 1663  |
| 28        | Victor Covalenko (MDA)      | 1661  |
| 29        | Santiago Lorenzo (ARG)      | 1659  |
| 30        | Romain Barras (FRA)         | 1641  |
| 31        | Eugene Martineau (NED)      | 1639  |
| 32        | Indrek Turi (EST)           | 1635  |
| 33        | Lev Lobodin (RUS)           | 1631  |
| 34        | Hans Olav Uldal (NOR)       | 1621  |
| 35        | Aleksandr Parchomenko (BLR) | 1553  |
| 36        | Paolo Casarsa (ITA)         | 1521  |
| 37        | Pavel Andrejev (UZB)        | 797   |

### Kulstötning

#### Heat 1
1. Tom Pappas, USA 16.17 m (862) SB
2. Aleksandr Parchomenko, Vitryssland 15.69 m (832) PB
3. Attila Zsivoczky, Ungern 15.31 m (809)
4. Bryan Clay, USA 15.23 m (804)
5. Paul Terek, USA 15.15 m (799)
6. Paolo Casarsa, Italien 14.92 m (785)
7. Prodromos Korkizoglou, Grekland 14.81 m (778) PB
8. Florian Schoenbeck, Tyskland 14.77 m (776) PB
9. David Gomez, Spanien 14.57 m (763)
10. Chiel Warners, Nederländerna 14.48 m (758)
11. Kristjan Rahnu, Estland 14.45 m (756)
12. Pavel Andrejev, Uzbekistan 14.30 m (747)
13. Roland Schwarzl, Österrike 14.01 m (729)
14. Vitalij Smirnov, Uzbekistan 13.88 m (721) PB
15. Indrek Turi, Estland 13.62 m (705)
16. Haifeng Qi, Kina 13.55 m (701) PB
17. Ahmad Hassan Moussa, Qatar 13.32 m (687)
18. Santiago Lorenzo, Argentina 13.22 m (681) PB
19. Victor Covalenko, Moldavien 13.04 m (670)
20. Dennis Leyckes, Tyskland 12.84 m (657)

#### Heat 2
1. Roman Šebrle, Tjeckien 16.36 m (873) PB
2. Dmitrij Karpov, Kazakstan 15.93 m (847) PB
3. Dean Macey, Storbritannien 15.73 m (835) SB
4. Maurice Smith, Jamaica 15.24 m (804)
5. Aleksandr Pogorelov, Ryssland 15.10 m (796) SB
6. Jon Arnar Magnusson, Iceland 14.98 m (788)
7. Jaakko Ojaniemi, Finland 14.97 m (788)
8. Romain Barras, Frankrike 14.91 m (784) PB
9. Claston Bernard, Jamaica 14.80 m (777)
10. Laurent Tristan, Frankrike 14.65 m (768) PB
11. Nikolay Averjanov, Ryssland 14.44 m (755)
12. Erki Nool, Estland 14.26 m (744)
13. Luiggy Llanos, Puerto Rico 13.77 m (714)
14. Hans Olav Uldal, Norge 13.53 m (700) SB
15. Janis Karlivans, Lettland 13.30 m (686)
16. Stefan Drews, Tyskland 13.07 m (672)
17. Eugene Martineau, Nederländerna NM
18. Tomáš Dvořák, Tjeckien DNS
19. Lev Lobodin, Ryssland DNS

#### Poängställning efter tredje grenen
| Placering | Idrottare                   | Poäng |
| --------- | --------------------------- | ----- |
| 1         | Bryan Clay (USA)            | 2843  |
| 2         | Dmitrij Karpov (KAZ)        | 2834  |
| 3         | Roman Šebrle (CZE)          | 2787  |
| 4         | Chiel Warners (NED)         | 2700  |
| 5         | Tom Pappas (USA)            | 2673  |
| 6         | Jaakko Ojaniemi (FIN)       | 2656  |
| 7         | Dean Macey (GBR)            | 2647  |
| 8         | Claston Bernard (JAM)       | 2638  |
| 9         | Nikolaj Averjanov (RUS)     | 2614  |
| 10        | Erki Nool (EST)             | 2592  |
| 11        | Aleksandr Pogorelov (RUS)   | 2556  |
| 12        | Florian Schoenbeck (GER)    | 2545  |
| 13        | Attila Zsivoczky (HUN)      | 2537  |
| 14        | Roland Schwarzl (AUT)       | 2526  |
| 15        | Luiggy Llanos (PUR)         | 2506  |
| 16        | Prodromos Korkizoglou (GRE) | 2500  |
| 17        | Laurent Tristan (FRA)       | 2494  |
| 18        | David Gomez (ESP)           | 2482  |
| 19        | Jón Arnar Magnússon (ISL)   | 2480  |
| 20        | Paul Terek (USA)            | 2476  |
| 21        | Stefan Drews (GER)          | 2467  |
| 22        | Maurice Smith (JAM)         | 2467  |
| 23        | Haifeng Qi (CHN)            | 2444  |
| 24        | Vitalij Smirnov (UZB)       | 2436  |
| 25        | Romain Barras (FRA)         | 2425  |
| 26        | Ahmad Hassan Moussa (QAT)   | 2418  |
| 27        | Aleksandr Parchomenko (BLR) | 2385  |
| 28        | Janis Karlivans (LAT)       | 2351  |
| 29        | Santiago Lorenzo (ARG)      | 2340  |
| 30        | Indrek Turi (EST)           | 2340  |
| 31        | Dennis Leyckes (GER)        | 2333  |
| 32        | Victor Covalenko (MDA)      | 2331  |
| 33        | Hans Olav Uldal (NOR)       | 2321  |
| 34        | Paolo Casarsa (ITA)         | 2306  |
| 35        | Eugene Martineau (NED)      | 1639  |
| 36        | Pavel Andrejev (UZB)        | 1544  |

### Höjdhopp

#### Heat 1
1. Attila Zsivoczky, Ungern 2.12 m (915) SB
2. Claston Bernard, Jamaica 2.12 m (915) =SB
3. Roman Šebrle, Tjeckien 2.12 m (915) PB
4. Dmitrij Karpov, Kazakstan 2.09 m (887) SB
5. Bryan Clay, USA 2.06 m (859)
6. Aleksandr Pogorelov, Ryssland 2.06 m (859) =SB
7. Indrek Turi, Estland 2.03 m (831)
8. Laurent Tristan, Frankrike 2.03 m (831) PB
9. Tom Pappas, USA 2.03 m (831)
10. Eugene Martineau, Nederländerna 2.00 m (803) PB
11. Pavel Andrejev, Uzbekistan 2.00 m (803)
12. Janis Karlivans, Lettland 1.97 m (776)
13. Romain Barras, Frankrike 1.94 m (749) =SB
14. Vitalij Smirnov, Uzbekistan 1.94 m (749)
15. Paul Terek, USA 1.94 m (749)
16. Roland Schwarzl, Österrike 1.94 m (749)
17. Paolo Casarsa, Italien 1.94 m (749)
18. Lev Lobodin, Ryssland DNS
19. Jon Arnar Magnusson, Iceland DNS

#### Heat 2
1. Dean Macey, Storbritannien 2.15 m (944) PB
2. Aleksandr Parchomenko, Vitryssland 2.03 m (831) PB
3. Haifeng Qi, Kina 1.97 m (776) SB
4. Chiel Warners, Nederländerna 1.97 m (776) PB
5. Prodromos Korkizoglou, Grekland 1.94 m (749)
6. Nikolay Averjanov, Ryssland 1.94 m (749) SB
7. Jaakko Ojaniemi, Finland 1.94 m (749)
8. Maurice Smith, Jamaica 1.91 m (723)
9. Luiggy Llanos, Puerto Rico 1.91 m (723) SB
10. Dennis Leyckes, Tyskland 1.91 m (723)
11. Stefan Drews, Tyskland 1.88 m (696)
12. Erki Nool, Estland 1.88 m (696)
13. Florian Schoenbeck, Tyskland 1.88 m (696)
14. Santiago Lorenzo, Argentina 1.85 m (670)
15. Hans Olav Uldal, Norge 1.85 m (670)
16. Victor Covalenko, Moldavien 1.85 m (670)
17. David Gomez, Spanien 1.85 m (670)
18. Ahmad Hassan Moussa, Qatar 1.82 m (644)
19. Tomáš Dvořák, Tjeckien DNS
20. Kristjan Rahnu, Estland DNS

#### Poängställning efter fjärde grenen
| Placering | Idrottare                   | Poäng |
| --------- | --------------------------- | ----- |
| 1         | Dmitrij Karpov (KAZ)        | 3721  |
| 2         | Bryan Clay (USA)            | 3702  |
| 3         | Roman Šebrle (CZE)          | 3702  |
| 4         | Dean Macey (GBR)            | 3591  |
| 5         | Claston Bernard (JAM)       | 3553  |
| 6         | Tom Pappas (USA)            | 3504  |
| 7         | Chiel Warners (NED)         | 3476  |
| 8         | Attila Zsivoczky (HUN)      | 3452  |
| 9         | Aleksandr Pogorelov (RUS)   | 3415  |
| 10        | Jaakko Ojaniemi (FIN)       | 3405  |
| 11        | Nikolaj Averjanov (RUS)     | 3363  |
| 12        | Laurent Tristan (FRA)       | 3325  |
| 13        | Erki Nool (EST)             | 3288  |
| 14        | Roland Schwarzl (AUT)       | 3275  |
| 15        | Prodromos Korkizoglou (GRE) | 3249  |
| 16        | Florian Schoenbeck (GER)    | 3241  |
| 17        | Luiggy Llanos (PUR)         | 3229  |
| 18        | Paul Terek (USA)            | 3225  |
| 19        | Haifeng Qi (CHN)            | 3220  |
| 20        | Aleksandr Parchomenko (BLR) | 3216  |
| 21        | Maurice Smith (JAM)         | 3190  |
| 22        | Vitalij Smirnov (UZB)       | 3185  |
| 23        | Romain Barras (FRA)         | 3174  |
| 24        | Indrek Turi (EST)           | 3171  |
| 25        | Stefan Drews (GER)          | 3163  |
| 26        | David Gomez (ESP)           | 3152  |
| 27        | Janis Karlivans (LAT)       | 3127  |
| 28        | Ahmad Hassan Moussa (QAT)   | 3062  |
| 29        | Dennis Leyckes (GER)        | 3056  |
| 30        | Paolo Casarsa (ITA)         | 3055  |
| 31        | Santiago Lorenzo (ARG)      | 3010  |
| 32        | Victor Covalenko (MDA)      | 3001  |
| 33        | Hans Olav Uldal (NOR)       | 2991  |
| 34        | Eugene Martineau (NED)      | 2442  |
| 35        | Pavel Andrejev (UZB)        | 2347  |

### 400 m

#### Heat 1
1. Claston Bernard, Jamaica 49.13 s (855) PB
2. Romain Barras, Frankrike 49.41 s (842) SB
3. Haifeng Qi, Kina 49.65 s (831) SB
4. Nikolay Averjanov, Ryssland 49.72 s (828) SB
5. Roland Schwarzl, Österrike 49.76 s (826) PB
6. Florian Schoenbeck, Tyskland 50.30 s (801)
7. Janis Karlivans, Lettland 50.54 s (790)
8. Lev Lobodin, Ryssland DNS

#### Heat 2
1. Dmitrij Karpov, Kazakstan 46.81 s (968) PB
2. Tom Pappas, USA 47.97 s (911) SB
3. Chiel Warners, Nederländerna 47.97 s (911) SB
4. Stefan Drews, Tyskland 48.51 s (885)
5. Erki Nool, Estland 48.81 s (870)
6. Eugene Martineau, Nederländerna 49.10 s (857)
7. Bryan Clay, USA 49.19 s (852)
8. Dennis Leyckes, Tyskland DNS

#### Heat 3
1. David Gomez, Spanien 48.61 s (880)
2. Ahmad Hassan Moussa, Qatar 48.73 s (874)
3. Jaakko Ojaniemi, Finland 49.12 s (856)
4. Aleksandr Pogorelov, Ryssland 50.79 s (779) SB
5. Hans Olav Uldal, Norge 50.95 s (771)
6. Aleksandr Parchomenko, Vitryssland 51.04 s (767) SB
7. Prodromos Korkizoglou, Grekland 51.16 s (762)

#### Heat 4
1. Roman Šebrle, Tjeckien 48.36 s (892) SB
2. Laurent Tristan, Frankrike 48.73 s (874) PB
3. Vitalij Smirnov, Uzbekistan 49.11 s (856)
4. Maurice Smith, Jamaica 49.27 s (849) PB
5. Santiago Lorenzo, Argentina 49.34 s (845)
6. Paul Terek, USA 49.56 s (835)
7. Tomáš Dvořák, Tjeckien DNS
8. Jon Arnar Magnusson, Iceland DNS

#### Heat 5
1. Dean Macey, Storbritannien 48.97 s (863) SB
2. Luiggy Llanos, Puerto Rico 49.28 s (848) SB
3. Attila Zsivoczky, Ungern 49.40 s (842) SB
4. Pavel Andrejev, Uzbekistan 51.64 s (741)
5. Indrek Turi, Estland 51.67 s (739)
6. Victor Covalenko, Moldavien 51.82 s (733)
7. Paolo Casarsa, Italien 53.20 s (673)
8. Kristjan Rahnu, Estland DNS

#### Poängställning efter femte grenen
| Placering | Idrottare                   | Poäng |
| --------- | --------------------------- | ----- |
| 1         | Dmitrij Karpov (KAZ)        | 4689  |
| 2         | Roman Šebrle (CZE)          | 4594  |
| 3         | Bryan Clay (USA)            | 4554  |
| 4         | Dean Macey (GBR)            | 4454  |
| 5         | Tom Pappas (USA)            | 4415  |
| 6         | Claston Bernard (JAM)       | 4408  |
| 7         | Chiel Warners (NED)         | 4387  |
| 8         | Attila Zsivoczky (HUN)      | 4294  |
| 9         | Jaakko Ojaniemi (FIN)       | 4261  |
| 10        | Laurent Tristan (FRA)       | 4199  |
| 11        | Aleksandr Pogorelov (RUS)   | 4194  |
| 12        | Nikolaj Averjanov (RUS)     | 4191  |
| 13        | Erki Nool (EST)             | 4158  |
| 14        | Roland Schwarzl (AUT)       | 4101  |
| 15        | Luiggy Llanos (PUR)         | 4077  |
| 16        | Paul Terek (USA)            | 4060  |
| 17        | Haifeng Qi (CHN)            | 4051  |
| 18        | Stefan Drews (GER)          | 4048  |
| 19        | Florian Schoenbeck (GER)    | 4042  |
| 20        | Vitalij Smirnov (UZB)       | 4041  |
| 21        | Maurice Smith (JAM)         | 4039  |
| 22        | David Gomez (ESP)           | 4032  |
| 23        | Romain Barras (FRA)         | 4016  |
| 24        | Prodromos Korkizoglou (GRE) | 4011  |
| 25        | Aleksandr Parchomenko (BLR) | 3983  |
| 26        | Ahmad Hassan Moussa (QAT)   | 3936  |
| 27        | Janis Karlivans (LAT)       | 3917  |
| 28        | Indrek Turi (EST)           | 3910  |
| 29        | Santiago Lorenzo (ARG)      | 3855  |
| 30        | Hans Olav Uldal (NOR)       | 3762  |
| 31        | Victor Covalenko (MDA)      | 3734  |
| 32        | Paolo Casarsa (ITA)         | 3728  |
| 33        | Eugene Martineau (NED)      | 3299  |
| 34        | Pavel Andrejev (UZB)        | 3088  |

### 110 m häck
24 augusti

#### Heat 1
1. Romain Barras, Frankrike 14.37 s (927) SB
2. Nikolay Averjanov, Ryssland 14.39 s (925) PB
3. Dean Macey, Storbritannien 14.56 s (903) SB
4. Vitalij Smirnov, Uzbekistan 14.77 s (878)
5. Haifeng Qi, Kina 14.78 s (876) SB
6. Santiago Lorenzo, Argentina 15.38 s (804)
7. Pavel Andrejev, Uzbekistan 15.54 s (785)

#### Heat 2
1. Claston Bernard, Jamaica 14.17 s (953)
2. Aleksandr Pogorelov, Ryssland 14.21 s (948)
3. Laurent Tristan, Frankrike 14.25 s (942)
4. Roland Schwarzl, Österrike 14.25 s (942)
5. Indrek Turi, Estland 14.26 s (941)
6. Florian Schoenbeck, Tyskland 14.34 s (931)
7. Jon Arnar Magnusson, Iceland DNS

#### Heat 3
1. Chiel Warners, Nederländerna 14.01 s (973)
2. David Gomez, Spanien 14.41 s (922)
3. Prodromos Korkizoglou, Grekland 14.96 s (854)
4. Jaakko Ojaniemi, Finland 15.01 s (848)
5. Victor Covalenko, Moldavien 15.80 s (755)
6. Ahmad Hassan Moussa, Qatar DNF
7. Kristjan Rahnu, Estland DNS

#### Heat 4
1. Erki Nool, Estland 14.80 s (874) SB
2. Aleksandr Parchomenko, Vitryssland 14.88 s (864) PB
3. Attila Zsivoczky, Ungern 14.95 s (856) SB
4. Janis Karlivans, Lettland 14.98 s (852) PB
5. Eugene Martineau, Nederländerna 15.02 s (847) PB
6. Hans Olav Uldal, Norge 15.09 s (839)
7. Paul Terek, USA 15.12 s (835) PB

#### Heat 5
1. Dmitrij Karpov, Kazakstan 13.97 s (978) SB
2. Maurice Smith, Jamaica 14.01 s (973) PB
3. Stefan Drews, Tyskland 14.01 s (973)
4. Roman Šebrle, Tjeckien 14.05 s (968) SB
5. Bryan Clay, USA 14.13 s (958)
6. Luiggy Llanos, Puerto Rico 14.13 s (958) PB
7. Tom Pappas, USA 14.18 s (951)
8. Paolo Casarsa, Italien 15.39 s (803)

#### Poängställning efter sjätte grenen
| Placering | Idrottare                   | Poäng |
| --------- | --------------------------- | ----- |
| 1         | Dmitrij Karpov (KAZ)        | 5667  |
| 2         | Roman Šebrle (CZE)          | 5562  |
| 3         | Bryan Clay (USA)            | 5512  |
| 4         | Dean Macey (GBR)            | 5357  |
| 5         | Tom Pappas (USA)            | 5366  |
| 6         | Claston Bernard (JAM)       | 5361  |
| 7         | Chiel Warners (NED)         | 5360  |
| 8         | Attila Zsivoczky (HUN)      | 5150  |
| 9         | Aleksandr Pogorelov (RUS)   | 5142  |
| 10        | Laurent Tristan (FRA)       | 5141  |
| 11        | Nikolaj Averjanov (RUS)     | 5116  |
| 12        | Jaakko Ojaniemi (FIN)       | 5109  |
| 13        | Roland Schwarzl (AUT)       | 5043  |
| 14        | Luiggy Llanos (PUR)         | 5035  |
| 15        | Erki Nool (EST)             | 5032  |
| 16        | Stefan Drews (GER)          | 5021  |
| 17        | Maurice Smith (JAM)         | 5012  |
| 18        | Florian Schoenbeck (GER)    | 4973  |
| 19        | David Gomez (ESP)           | 4954  |
| 20        | Romain Barras (FRA)         | 4943  |
| 21        | Haifeng Qi (CHN)            | 4927  |
| 22        | Vitalij Smirnov (UZB)       | 4919  |
| 23        | Paul Terek (USA)            | 4895  |
| 24        | Prodromos Korkizoglou (GRE) | 4865  |
| 25        | Indrek Turi (EST)           | 4851  |
| 26        | Aleksandr Parchomenko (BLR) | 4847  |
| 27        | Janis Karlivans (LAT)       | 4769  |
| 28        | Santiago Lorenzo (ARG)      | 4659  |
| 29        | Hans Olav Uldal (NOR)       | 4601  |
| 30        | Paolo Casarsa (ITA)         | 4531  |
| 31        | Victor Covalenko (MDA)      | 4489  |
| 32        | Eugene Martineau (NED)      | 4146  |
| 33        | Pavel Andrejev (UZB)        | 3873  |

### Diskuskastning

#### Heat 1
1. Dmitrij Karpov, Kazakstan 51.65 m (905)
2. Maurice Smith, Jamaica 49.02 m (850)
3. Roman Šebrle, Tjeckien 48.72 m (844) PB
4. Dean Macey, Storbritannien 48.34 m (836) PB
5. Romain Barras, Frankrike 44.83 m (763) SB
6. Claston Bernard, Jamaica 44.75 m (762)
7. Laurent Tristan, Frankrike 44.72 m (761) PB
8. Aleksandr Pogorelov, Ryssland 44.60 m (759) SB
9. Janis Karlivans, Lettland 43.34 m (733)
10. Hans Olav Uldal, Norge 43.01 m (726)
11. Erki Nool, Estland 42.05 m (706) SB
12. Luiggy Llanos, Puerto Rico 41.82 m (702)
13. Jaakko Ojaniemi, Finland 40.35 m (672)
14. Stefan Drews, Tyskland 40.11 m (667)
15. Eugene Martineau, Nederländerna 40.00 m (665)
16. Nikolay Averjanov, Ryssland 39.88 m (662)
17. Jon Arnar Magnusson, Iceland DNS
18. Lev Lobodin, Ryssland DNS
19. Tomáš Dvořák, Tjeckien DNS

#### Heat 2
1. Bryan Clay, USA 50.11 m (873)
2. Paolo Casarsa, Italien 48.66 m (843)
3. Tom Pappas, USA 47.39 m (816)
4. Prodromos Korkizoglou, Grekland 46.07 m (789) PB
5. Attila Zsivoczky, Ungern 45.62 m (780)
6. Paul Terek, USA 45.62 m (780)
7. Haifeng Qi, Kina 45.13 m (770)
8. Florian Schoenbeck, Tyskland 44.41 m (755)
9. Chiel Warners, Nederländerna 43.73 m (741) PB
10. Vitalij Smirnov, Uzbekistan 42.47 m (715)
11. Roland Schwarzl, Österrike 42.43 m (714)
12. Aleksandr Parchomenko, Vitryssland 41.90 m (703) SB
13. Pavel Andrejev, Uzbekistan 41.89 m (703)
14. David Gomez, Spanien 40.95 m (684)
15. Santiago Lorenzo, Argentina 40.22 m (669) PB
16. Indrek Turi, Estland 39.83 m (661)
17. Victor Covalenko, Moldavien 38.19 m (628)
18. Ahmad Hassan Moussa, Qatar DNS
19. Kristjan Rahnu, Estland DNS
20. Dennis Leyckes, Tyskland DNS

#### Poängställning efter sjunde grenen
| Placering | Idrottare                   | Poäng |
| --------- | --------------------------- | ----- |
| 1         | Dmitrij Karpov (KAZ)        | 6572  |
| 2         | Roman Šebrle (CZE)          | 6406  |
| 3         | Bryan Clay (USA)            | 6385  |
| 4         | Dean Macey (GBR)            | 6193  |
| 5         | Tom Pappas (USA)            | 6182  |
| 6         | Claston Bernard (JAM)       | 6123  |
| 7         | Chiel Warners (NED)         | 6101  |
| 8         | Attila Zsivoczky (HUN)      | 5930  |
| 9         | Laurent Tristan (FRA)       | 5902  |
| 10        | Aleksandr Pogorelov (RUS)   | 5901  |
| 11        | Maurice Smith (JAM)         | 5862  |
| 12        | Jaakko Ojaniemi (FIN)       | 5781  |
| 13        | Nikolaj Averjanov (RUS)     | 5778  |
| 14        | Roland Schwarzl (AUT)       | 5757  |
| 15        | Erki Nool (EST)             | 5738  |
| 16        | Luiggy Llanos (PUR)         | 5737  |
| 17        | Florian Schoenbeck (GER)    | 5728  |
| 18        | Romain Barras (FRA)         | 5706  |
| 19        | Haifeng Qi (CHN)            | 5697  |
| 20        | Stefan Drews (GER)          | 5688  |
| 21        | Paul Terek (USA)            | 5675  |
| 22        | Prodromos Korkizoglou (GRE) | 5654  |
| 23        | David Gomez (ESP)           | 5638  |
| 24        | Vitalij Smirnov (UZB)       | 5634  |
| 25        | Aleksandr Parchomenko (BLR) | 5550  |
| 26        | Indrek Turi (EST)           | 5512  |
| 27        | Janis Karlivans (LAT)       | 5502  |
| 28        | Paolo Casarsa (ITA)         | 5374  |
| 29        | Santiago Lorenzo (ARG)      | 5328  |
| 30        | Hans Olav Uldal (NOR)       | 5327  |
| 31        | Victor Covalenko (MDA)      | 5117  |
| 32        | Eugene Martineau (NED)      | 4811  |
| 33        | Pavel Andrejev (UZB)        | 4576  |

### Stavhopp

#### Heat 1
1. Erki Nool, Estland 5.40 m (1035) =SB
2. Paul Terek, USA 5.30 m (1004)
3. Roland Schwarzl, Österrike 5.10 m (941) SB
4. Stefan Drews, Tyskland 5.00 m (910) =SB
5. Aleksandr Pogorelov, Ryssland 5.00 m (910) PB
6. Florian Schoenbeck, Tyskland 5.00 m (910)
7. Roman Šebrle, Tjeckien 5.00 m (910) =SB
8. Bryan Clay, USA 4.90 m (880)
9. Laurent Tristan, Frankrike 4.80 m (849) SB
10. Aleksandr Parchomenko, Vitryssland 4.80 m (849) PB
11. Indrek Turi, Estland 4.80 m (849)
12. Eugene Martineau, Nederländerna 4.80 m (849)
13. Santiago Lorenzo, Argentina 4.50 m (760)
14. Haifeng Qi, Kina 4.50 m (760)
15. Paolo Casarsa, Italien 4.40 m (731)
16. Tom Pappas, USA NM
17. Lev Lobodin, Ryssland DNS
18. Jon Arnar Magnusson, Iceland DNS
19. Dennis Leyckes, Tyskland DNS

#### Heat 2
1. Chiel Warners, Nederländerna 4.90 m (880) PB
2. Pavel Andrejev, Uzbekistan 4.90 m (880) PB
3. Nikolay Averjanov, Ryssland 4.80 m (849) =SB
4. Attila Zsivoczky, Ungern 4.70 m (819) PB
5. Prodromos Korkizoglou, Grekland 4.70 m (819)
6. Vitalij Smirnov, Uzbekistan 4.70 m (819) PB
7. Romain Barras, Frankrike 4.60 m (790)
8. Dmitrij Karpov, Kazakstan 4.60 m (790) SB
9. Jaakko Ojaniemi, Finland 4.60 m (790)
10. Janis Karlivans, Lettland 4.50 m (760)
11. Hans Olav Uldal, Norge 4.50 m (760)
12. Dean Macey, Storbritannien 4.40 m (731) =SB
13. David Gomez, Spanien 4.40 m (731)
14. Claston Bernard, Jamaica 4.40 m (731) PB
15. Maurice Smith, Jamaica 4.20 m (673)
16. Luiggy Llanos, Puerto Rico NM
17. Victor Covalenko, Moldavien NM
18. Tomáš Dvořák, Tjeckien DNS
19. Kristjan Rahnu, Estland DNS
20. Ahmad Hassan Moussa, Qatar DNS

#### Poängställning efter åttonde grenen
| Placering | Idrottare                   | Poäng |
| --------- | --------------------------- | ----- |
| 1         | Dmitrij Karpov (KAZ)        | 7362  |
| 2         | Roman Šebrle (CZE)          | 7316  |
| 3         | Bryan Clay (USA)            | 7265  |
| 4         | Chiel Warners (NED)         | 6981  |
| 5         | Dean Macey (GBR)            | 6924  |
| 6         | Claston Bernard (JAM)       | 6854  |
| 7         | Aleksandr Pogorelov (RUS)   | 6811  |
| 8         | Erki Nool (EST)             | 6773  |
| 9         | Laurent Tristan (FRA)       | 6751  |
| 10        | Attila Zsivoczky (HUN)      | 6749  |
| 11        | Roland Schwarzl (AUT)       | 6698  |
| 12        | Paul Terek (USA)            | 6679  |
| 13        | Florian Schoenbeck (GER)    | 6638  |
| 14        | Nikolaj Averjanov (RUS)     | 6627  |
| 15        | Stefan Drews (GER)          | 6598  |
| 16        | Jaakko Ojaniemi (FIN)       | 6571  |
| 17        | Maurice Smith (JAM)         | 6535  |
| 18        | Romain Barras (FRA)         | 6496  |
| 19        | Prodromos Korkizoglou (GRE) | 6473  |
| 20        | Haifeng Qi (CHN)            | 6457  |
| 21        | Vitalij Smirnov (UZB)       | 6453  |
| 22        | Aleksandr Parchomenko (BLR) | 6399  |
| 23        | David Gomez (ESP)           | 6369  |
| 24        | Indrek Turi (EST)           | 6361  |
| 25        | Janis Karlivans (LAT)       | 6262  |
| 26        | Paolo Casarsa (ITA)         | 6105  |
| 27        | Santiago Lorenzo (ARG)      | 6088  |
| 28        | Hans Olav Uldal (NOR)       | 6087  |
| 29        | Eugene Martineau (NED)      | 5660  |
| 30        | Pavel Andrejev (UZB)        | 5456  |
| 31        | Victor Covalenko (MDA)      | 5117  |

### Spjutkastning

#### Heat 1
1. Bryan Clay, USA 69.71 m (885) PB
2. Aleksandr Parchomenko, Vitryssland 65.82 m (826)
3. Eugene Martineau, Nederländerna 63.62 m (792)
4. Maurice Smith, Jamaica 61.52 m (761) PB
5. Haifeng Qi, Kina 60.79 m (750) PB
6. David Gomez, Spanien 60.71 m (749)
7. Hans Olav Uldal, Norge 60.00 m (738) SB
8. Indrek Turi, Estland 59.34 m (728)
9. Paolo Casarsa, Italien 58.62 m (717)
10. Dean Macey, Storbritannien 58.46 m (715) SB
11. Santiago Lorenzo, Argentina 58.36 m (713)
12. Laurent Tristan, Frankrike 57.76 m (704) SB
13. Claston Bernard, Jamaica 55.27 m (667)
14. Victor Covalenko, Moldavien 53.46 m (640)
15. Aleksandr Pogorelov, Ryssland 53.45 m (640)
16. Janis Karlivans, Lettland 52.92 m (632)
17. Luiggy Llanos, Puerto Rico DNS

#### Heat 2
1. Roman Šebrle, Tjeckien 70.52 m (897)
2. Romain Barras, Frankrike 64.55 m (807)
3. Attila Zsivoczky, Ungern 63.45 m (790) SB
4. Erki Nool, Estland 61.33 m (758)
5. Florian Schoenbeck, Tyskland 60.89 m (751) SB
6. Vitalij Smirnov, Uzbekistan 60.88 m (751)
7. Jaakko Ojaniemi, Finland 59.26 m (727)
8. Roland Schwarzl, Österrike 56.32 m (683) PB
9. Dmitrij Karpov, Kazakstan 55.54 m (671) =PB
10. Chiel Warners, Nederländerna 55.39 m (669)
11. Nikolay Averjanov, Ryssland 54.51 m (656)
12. Prodromos Korkizoglou, Grekland 53.05 m (634)
13. Stefan Drews, Tyskland 51.53 m (611)
14. Paul Terek, USA 50.62 m (598)
15. Pavel Andrejev, Uzbekistan DNS

#### Poängställning efter nionde grenen
| Placering | Idrottare                   | Poäng |
| --------- | --------------------------- | ----- |
| 1         | Roman Šebrle (CZE)          | 8213  |
| 2         | Bryan Clay (USA)            | 8150  |
| 3         | Dmitrij Karpov (KAZ)        | 8033  |
| 4         | Dean Macey (GBR)            | 7639  |
| 5         | Chiel Warners (NED)         | 7650  |
| 6         | Attila Zsivoczky (HUN)      | 7539  |
| 7         | Erki Nool (EST)             | 7531  |
| 8         | Claston Bernard (JAM)       | 7521  |
| 9         | Laurent Tristan (FRA)       | 7455  |
| 10        | Aleksandr Pogorelov (RUS)   | 7451  |
| 11        | Florian Schoenbeck (GER)    | 7389  |
| 12        | Roland Schwarzl (AUT)       | 7381  |
| 13        | Romain Barras (FRA)         | 7303  |
| 14        | Jaakko Ojaniemi (FIN)       | 7298  |
| 15        | Maurice Smith (JAM)         | 7296  |
| 16        | Nikolaj Averjanov (RUS)     | 7283  |
| 17        | Paul Terek (USA)            | 7277  |
| 18        | Aleksandr Parchomenko (BLR) | 7225  |
| 19        | Stefan Drews (GER)          | 7209  |
| 20        | Haifeng Qi (CHN)            | 7207  |
| 21        | Vitalij Smirnov (UZB)       | 7204  |
| 22        | David Gomez (ESP)           | 7118  |
| 23        | Prodromos Korkizoglou (GRE) | 7107  |
| 24        | Indrek Turi (EST)           | 7089  |
| 25        | Janis Karlivans (LAT)       | 6894  |
| 26        | Hans Olav Uldal (NOR)       | 6825  |
| 27        | Paolo Casarsa (ITA)         | 6822  |
| 28        | Santiago Lorenzo (ARG)      | 6801  |
| 29        | Eugene Martineau (NED)      | 6452  |
| 30        | Victor Covalenko (MDA)      | 5757  |

### 1500 m

#### Heat 1
1. Santiago Lorenzo, Argentina 4:23.08 (791) PB
2. Vitalij Smirnov, Uzbekistan 4:23.31 (789) PB
3. Victor Covalenko, Moldavien 4:23.81 (786)
4. David Gomez, Spanien 4:29.70 (747)
5. Nikolay Averjanov, Ryssland 4:31.02 (738)
6. Eugene Martineau, Nederländerna 4:31.79 (733)
7. Haifeng Qi, Kina 4:32.63 (727)
8. Stefan Drews, Tyskland 4:34.21 (717)
9. Aleksandr Parchomenko, Vitryssland 4:37.94 (693)
10. Janis Karlivans, Lettland 4:38.67 (689) PB
11. Hans Olav Uldal, Norge 4:41.70 (670) SB
12. Indrek Turi, Estland 4:50.01 (619)
13. Paul Terek, USA 4:50.36 (616)
14. Paolo Casarsa, Italien 4:56.12 (582)
15. Prodromos Korkizoglou, Grekland 5:17.00 (466)

#### Heat 2
1. Laurent Tristan, Frankrike 4:24.35 (782) PB
2. Dean Macey, Storbritannien 4:25.42 (775) SB
3. Romain Barras, Frankrike 4:27.09 (764) PB
4. Attila Zsivoczky, Ungern 4:29.54 (748) SB
5. Maurice Smith, Jamaica 4:32.74 (727) PB
6. Roland Schwarzl, Österrike 4:33.56 (721) PB
7. Jaakko Ojaniemi, Finland 4:35.71 (708)
8. Claston Bernard, Jamaica 4:36.31 (704) SB
9. Erki Nool, Estland 4:36.33 (704) SB
10. Chiel Warners, Nederländerna 4:38.05 (693) SB
11. Dmitrij Karpov, Kazakstan 4:38.11 (692) SB
12. Florian Schoenbeck, Tyskland 4:38.82 (688) SB
13. Roman Šebrle, Tjeckien 4:40.01 (680)
14. Bryan Clay, USA 4:41.65 (670) SB
15. Aleksandr Pogorelov, Ryssland 4:47.63 (633) PB

#### Poängställning efter sista grenen
| Placering | Idrottare                   | Poäng     |
| --------- | --------------------------- | --------- |
| 1         | Roman Šebrle (CZE)          | 8893 0OR0 |
| 2         | Bryan Clay (USA)            | 8820 PB   |
| 3         | Dmitrij Karpov (KAZ)        | 8725 AR   |
| 4         | Dean Macey (GBR)            | 8414 SB   |
| 5         | Chiel Warners (NED)         | 8343 SB   |
| 6         | Attila Zsivoczky (HUN)      | 8287 SB   |
| 7         | Laurent Tristan (FRA)       | 8237 SB   |
| 8         | Erki Nool (EST)             | 8235      |
| 9         | Claston Bernard (JAM)       | 8225 NR   |
| 10        | Roland Schwarzl (AUT)       | 8102 PB   |
| 11        | Aleksandr Pogorelov (RUS)   | 8084 SB   |
| 12        | Florian Schönbeck (GER)     | 8077      |
| 13        | Romain Barras (FRA)         | 8067 SB   |
| 14        | Maurice Smith (JAM)         | 8023      |
| 15        | Nikolaj Averjanov (RUS)     | 8021      |
| 16        | Jaakko Ojaniemi (FIN)       | 8006 SB   |
| 17        | Vitalij Smirnov (UZB)       | 7993      |
| 18        | Haifeng Qi (CHN)            | 7934      |
| 19        | Stefan Drews (GER)          | 7926      |
| 20        | Aleksandr Parchomenko (BLR) | 7918 SB   |
| 21        | Paul Terek (USA)            | 7893      |
| 22        | David Gómez (ESP)           | 7865      |
| 23        | Indrek Turi (EST)           | 7708      |
| 24        | Santiago Lorenzo (ARG)      | 7592      |
| 25        | Janis Karlivans (LAT)       | 7583      |
| 26        | Prodromos Korkizoglou (GRE) | 7573      |
| 27        | Hans Olav Uldal (NOR)       | 7495      |
| 28        | Paolo Casarsa (ITA)         | 7404      |
| 29        | Eugène Martineau (NED)      | 7185      |
| 30        | Victor Covalenko (MDA)      | 6543      |

## Rekord

### Världsrekord
- Roman Šebrle, Tjeckien - 9 026 - 27 maj 2001 - Götzis, Österrike

### Olympiskt rekord
- Roman Šebrle, Tjeckien - 8 893 - 24 augusti 2004 - Aten, Grekland

## Tidigare vinnare

### OS
- 1896 i Aten: Ingen tävling
- 1900 i Paris: Ingen tävling
- 1904 i S:t Louis: Thomas Kieley, Storbritannien – 6 036
- 1906 i Aten: Ingen tävling
- 1908 i London: Ingen tävling
- 1912 i Stockholm: Hugo Wieslander, Sverige – 7 724
- 1920 i Antwerpen: Helge Lövland, Norge – 6 804
- 1924 i Paris: Harold Osborn, USA – 7 711
- 1928 i Amsterdam: Paavo Yrjölä, Finland – 8 053
- 1932 i Los Angeles: Jim Bausch, USA – 8 462
- 1936 i Berlin: Glenn Morris, USA – 7 900 (Ny tabell)
- 1948 i London: Bob Mathias, USA - 7 139 (Ny tabell)
- 1952 i Helsingfors: Bob Mathias, USA - 7 887
- 1956 i Melbourne: Milton Campbell, USA – 7 937
- 1960 i Rom: Rafer Johnson, USA – 8 392
- 1964 i Tokyo: Willi Holdorf, Västtyskland – 7 887
- 1968 i Mexico City: Bill Toomey, USA – 8 193
- 1972 i München: Nikolaj Avilov, Sovjetunionen – 8 454
- 1976 i Montréal: Bruce Jenner, USA – 8 618
- 1980 i Moskva: Daley Thompson, Storbritannien – 8 495
- 1984 i Los Angeles: Daley Thompson, Storbritannien – 8 797
- 1988 i Seoul: Christian Schenke, DDR – 8 488
- 1992 i Barcelona: Robert Zmelik, Tjeckoslovakien – 8 611
- 1996 i Atlanta: Dan O’Brien, USA – 8 824
- 2000 i Sydney: Erki Nool, Estland – 8 641

### VM
- 1983 i Helsingfors: Daley Thompson, Storbritannien – 8 666
- 1987 i Rom: Torsten Voss, DDR – 8 680
- 1991 i Tokyo: Dan O’Brien, USA – 8 812
- 1993 i Stuttgart: Dan O’Brien, USA – 8 817
- 1995 i Göteborg: Dan O’Brien, USA – 8 695
- 1997 i Aten: Tomaš Dvořak, Tjeckien – 8 837
- 1999 i Sevilla: Tomaš Dvořak, Tjeckien – 8 744
- 2001 i Edmonton: Tomaš Dvořak, Tjeckien – 8 902
- 2003 i Paris: Tom Pappas, USA – 8 750